# Febre de Mayaro

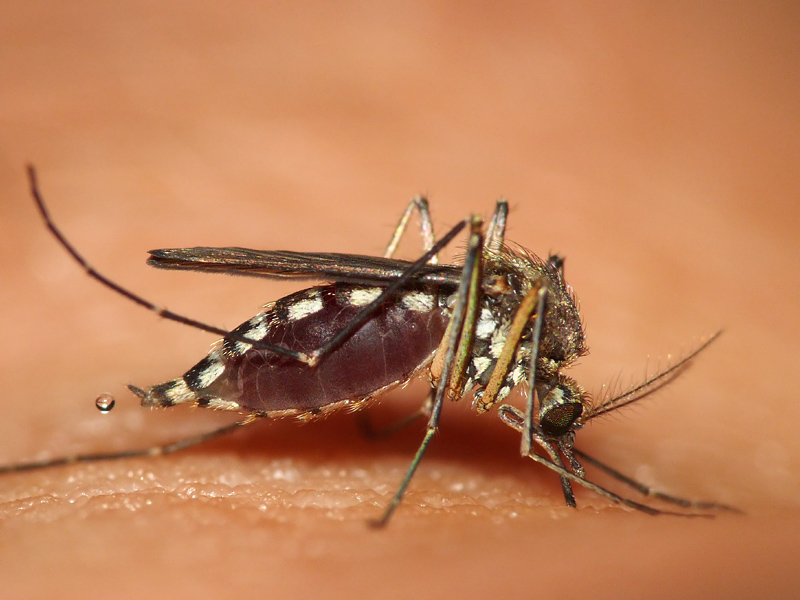
É transmitido por mosquitos da Amazônia.

Febre de Mayaro ou poliartrite epidêmica é uma virose transmitida por mosquitos Haemogogus encontrados na Amazônia. A infecção pelo vírus de Mayaro(MAYV) causa uma febre com dores musculares e articulares similar a dengue que dura de 3 a 5 dias e melhora mesmo sem tratamento. O vírus causador é da família Togaviridae e gênero Alphavirus. Por ser muito similar a outras viroses e melhorar sem tratamento raramente é diagnosticado. Mas quem apresenta sintomas, o diagnostico clínico é muito difícil, por ser muito semelhante a outras viroses; não há tratamento, somente tratamento para aliviar os sintomas; também não há vacinas. É mais comum em comunidades rurais e indígenas.
O período de incubação (tempo entre a picada do mosquito e o aparecimento dos sintomas) do vírus é de 3 a 11 dias. Provavelmente também infecta outros primatas. Exige nível de biosseguridade 2. Não há casos de transmissão entre humanos. A transmissão ocorre durante a picada do mosquito Aedes aegypti e Aedes albopicutus infectado.
Recentemente, na cidade de Cuiabá MT, foi identificado a presença de Aedes aegypti e Culex quinquefasciatus infectados com o vírus Mayaro.
A prevenção é a mesma para a Dengue, Chikungunya, Zika e Febre amarela, ou seja, controle vetorial, eliminando os criadouros do mosquito.